# 山陽歯科衛生士専門学校
山陽歯科衛生士専門学校（さんようしかえいせいしせんもんがっこう）は、岡山県浅口市にかつてあった私立の専門学校である。設置者は学校法人第一原田学園であった。

## 所在地
714-0252 岡山県浅口市鴨方町六条院中2049

## 定員
50名（女子のみ）

## 沿革
- 1984年3月30日 - 厚生大臣より設置認可[2]
- 1984年4月 - 浅口郡鴨方町に山陽歯科衛生士専門学校開校
- 2010年3月 - 閉校

## 設置学科
- 歯科医療専門課程
  - 歯科衛生科

## 最寄駅・アクセス
- JR山陽本線:鴨方駅より徒歩約10分
- 山陽自動車道鴨方ICより車で約10分

## 卒業の特典
- 歯科衛生士（国家試験）の受験資格
- 専門士の称号授与（歯科医療専門課程）

## 系列校
- おかやま山陽高等学校（併設）
- 岡山自動車大学校（併設）
- 岡山学院大学
- 岡山短期大学